# Печериця
Печери́ця або шампіньйо́н (Agaricus) — рід грибів порядку агарикальних, до якого належать як їстівні, так і отруйні види, загалом більш ніж 300 видів по всьому світу. 

## Етимологія
Назва шампіньйо́н походить від фр. champignon (від фр. champ — поле), що означає просто «гриб». 
Земельна ділянка чи приміщення, де вирощують шампіньйони — шампіньйо́нниця.

## Опис
Характерними ознаками роду печериць є колір пластинок: від рожевуватих у молодих плодових тіл, до темно-коричневих у зрілих грибів, що обумовлено темно-коричневим, бурувато-чорним споровим порошком; а також приросле до ніжки кільце.
Шапинка куляста, конусоподібна або дзвоникоподібна, м'ясиста, щільна, поверхня гладка, луската, білувата, рідше коричнювата. Пластинки вільні, тонкі, вузькі, при дозріванні розпливаються. Ніжка зазвичай центральна, рівна, щільна.

## Середовище існування
Ростуть на багатому органічними речовинами ґрунті та перегної. Рідко на корі відмерлих дерев, на мурашниках. На галявинах, в лісосмугах, вздовж доріг, на пасовищах, в парках, садах.

## Практичне використання
Більшість видів печериць не утворюють мікоризи, що робить їх зручним об'єктом промислового грибівництва. Зокрема, у промислову культуру більш ніж у 70-ти країнах світу введено печерицю двоспорову (Agaricus bisporus). Деякі види (наприклад, печериця звичайна (Agaricus campestris)) належать до цінних їстівних грибів. Відомі також отруйні представники, як печериця рудіюча (Agaricus xanthodermus).

### Експерименти з отримання електрики
Вчені з Технологічного університету Стівенса (Нью-Джерсі) взяли печерицю, ціанобактерії та наноматеріали й змогли отримати з них електрику (65 нА).

## Види
- Печериця дрібнолуската
- Печериця їстівна
- Печериця звичайна
- Печериця лісова
- Печериця польова
- Печериця рудіюча отруйна
- Печериця садова
- Печериця темно-луската отруйна